# (133280) Bryleen
(133280) Bryleen est un astéroïde de la ceinture principale.

## Description
(133280) Bryleen est un astéroïde de la ceinture principale. Il fut découvert le 18 septembre 2003 à Wrightwood par James Whitney Young. Il présente une orbite caractérisée par un demi-grand axe de 3,02 UA, une excentricité de 0,20 et une inclinaison de 7,7° par rapport à l'écliptique.

## Compléments